# Olsen (kortspil)
 For alternative betydninger, se Olsen. (Se også artikler, som begynder med Olsen)
Olsen er et kortspil, hvor der fordeles mellem 7 og 9 kort til hver spiller
Når kortene er fordelt tages der 1 kort fra bunken, dette lægges med fronten op ved siden af kort bunken, resten af bunken lægges på bordet hvor øverste kort vendes med fronten op.
Man kan kun lægge kort af samme farve som den der allerede ligger på bordet, eller et tilsvarende kort i en anden farve.
Eksempel:
Ligger Ruder 10 på bordet kan der lægges Ruder eller Spar 10, Klør 10 og hjerter 10.

Regler:
Udover dette kan der bruges special kort:

Joker: Kan lægges på alle alm. kort og 8'ere, giver modstandere (alle) 1 kort op, og man må lægge et valgfrit kort på.
8'er: Kan lægges på alle alm. kort, her bestemmer man hvilket kort der skal lægges som det næste.
Es'er: Kan kun lægges på i samme farve som det kort der ligger på bordet, dette kort springer over personen til højre.
Spar 5: Kan kun lægges på spar eller på en anden 5'er, Dette kort giver modstanderen til højre 5 kort op. Dette kort er et kombinationskort og kan lægges over spar 2, man skal dog kun tage 5 kort op.
2'ere: Kan kun lægges på i samme farve eller på en anden 2'er, Dette kort giver modstanderen til højre 2 kort op.
Man kan sende en 2'er videre ved selv at lægge en 2'er på, for hver 2'er der lægges på øges bunken af kort modstanderen til højre skal trække.
Spar 5 kan lægges på spar 2, der giver 5 ekstra kort op, Spar 2 kan lægges på spar 5, hvor der så skal tages 7 kort op, med mindre modstanderen også har en anden 2'er som kan lægges på oveni.

Eksempel:
Spar 5 + Spar 2 + Ruder 2 + Klør 2 + Hjerte 2 giver 13 kort op til modstanderen til højre.

Har man ikke mulighed for at lægge et kort skal man trække 1 kort fra bunken, Det første kort fra bunken der vender med forsiden op giver – 100 point, 
dette fordobles hver gang bunken blandes igen i samme omgang.

Pointsystem:
Hver spiller starter med at have 10.000 point
Når hver omgang er færdig tælles kortene sammen og disse bliver trukket fra
Den der først rammer 0 har tabt

Joker: -1000
Spar 5: -500
Es'ere: -300
8'ere: -200
2'ere: -200
Billedkort: -100
Alle andre: -5 
Første kort fra bunken: -100
Uno er en Olsen-variant med specielle kort.